# Mosè Bianchi (1836-1892)
Mosè Bianchi detto da Mairago o da Lodi (Mairago, 11 novembre 1836 – Mairago, 11 novembre 1892) è stato un pittore italiano.
Non va confuso con l'omonimo e pressoché contemporaneo pittore monzese Mosè Bianchi.

## Biografia
Nato a Mairago, nel lodigiano, Mosè era figlio di Giuseppe e di sua moglie, Caterina Coppini. Intenzionato a intraprendere la carriera di pittore, dotato di talento personale sin da piccolo, si recò dapprima a Lodi e successivamente a Milano dove frequentò i corsi di Francesco Hayez di cui fu allievo. Nel 1865 vinse una borsa di studio del comune di Lodi con cui poté recarsi a Ferrara prima e a Firenze poi per compiere ulteriori studi di pittura, rimanendo distante da Milano sino al 1868 per dedicarsi in particolare allo studio dei principali maestri del rinascimento italiano. Qui dipinse una serie di vedute che gli valsero l'esposizione alla Pinacoteca di Brera al suo ritorno nel 1868. Un suo autoritratto si trova ancora oggi alla Galleria degli Uffizi di Firenze.
Come il suo maestro, anche il Bianchi trasse dalla tradizione romantica dell'Hayez l'amore per i dipinti di argomento storico che espose regolarmente a Brera (L'Entrata in Lodi dei collegati italiani condotti da Lodovico Vistarini, Napoleone I a Sant'Elena e Lodovico Vistarini che medita di liberare la patria dal giogo straniero, Silvio Pellico in carcere, Il rapimento delle pandette), insieme con una discreta produzione ritrattistica che si concentrò sull'interpretazione psicologica dei personaggi come nel caso dell'opera Milton, stretto dal bisogno, vende a un libraio, per sole 5 sterline, il suo poema "Il Paradiso Perduto" (oggi a Milano, collezione Erminio Vogel). Questo dipinto, esposto per la prima volta a Brera nel 1875, ottenne un notevole successo e venne riproposto nel 1881 all'Esposizione Nazionale di Milano riscuotendo un certo successo di critica. Nel 1891 prese parte alla Triennale di Brera, evento dopo il quale si dedicò a commissioni pressoché locali.
Morì a Mairago l'11 novembre 1892, giorno del suo cinquantaseiesimo compleanno. I suoi resti, sepolti nel cimitero locale di Mairago e poi trasportati in un'urna nel 1942, vennero ritrovati casualmente solo durante l'abbattimento del muro perimetrale nel 1969 e riposti nella cappella personale del sindaco dell'epoca, il dottor Giuseppe Leidi, dove tutt'oggi si trovano. La sua città d'origine gli ha dedicato una via.

## Opere principali
- Milano, L'Entrata in Lodi dei collegati italiani condotti da Lodovico Vistarini, 1864, olio su tela
- Milano, Napoleone I a Sant'Elena, 1864, olio su tela
- Milano, L'Amicizia, 1864, olio su tela
- Lodi, Palazzo Comunale, Lodovico Vistarini che medita di liberare la patria dal giogo straniero, 1864, olio su tela
- Milano, Silvio Pellico in carcere, 1866, olio su tela
- Milano, Ritratto d'uomo, 1866, olio su tela
- Firenze, Galleria degli Uffizi, Autoritratto, 1868, olio su tela
- Milano, Il rapimento delle pandette, 1868, olio su tela
- Milano, Si o no?, 1872, olio su tela
- Milano, Ritratto muliebre, 1872, olio su tela
- Milano, Paggio, 1874, olio su tela
- Corbetta, Santuario arcivescovile della Beata Vergine dei Miracoli, San Marco Evangelista, 1871, olio su tela
- Corbetta, Santuario Arcivescovile della Beata Vergine dei Miracoli, San Matteo Evangelista, 1871, olio su tela
- Corbetta, Santuario Arcivescovile della Beata Vergine dei Miracoli, San Luca Evangelista, 1871, olio su tela
- Corbetta, Santuario Arcivescovile della Beata Vergine dei Miracoli, San Giovanni Evangelista, 1871, olio su tela
- Corbetta, Santuario Arcivescovile della Beata Vergine dei Miracoli, Padre Eterno, 1871, olio su tela
- Milano, Milton, stretto dal bisogno, vende a un libraio, per sole 5 sterline, il suo poema "Il Paradiso Perduto", 1875, olio su tela
- Milano, Una scena della legge agraria, 1891, olio su tela.